# Раби (остров)
Раби (фидж. Rabi) — остров в Тихом океане, на севере Фиджи.

## География
Остров имеет вулканическое происхождение. Располагается в пяти километрах севернее острова Тавеуни. В Раби есть четыре основных поселения, все они названы в честь четырех деревень на Банабе, которые были разрушены вторгшимися японскими войсками во время Второй мировой войны. Деревня Табвева, более известная как Нуку, является административным центром острова Раби. Раби является восьмым по величине островом Фиджи.

## История
В прошлом был заселён фиджийцами, но в XIX веке был куплен британскими предпринимателями для выращивания кокосовых пальм. В 1879 году Раби стал первым островом на Фиджи, где использовался труд наёмных рабочих из Индии.
В начале Второй мировой войны остров был куплен британскими властями за 25 тыс. фунтов стерлингов для переселения коренных жителей микронезийского острова Банаба. Однако из-за оккупации Банабы японцами переселение произошло только в 1947 году.